# Talbot Samba

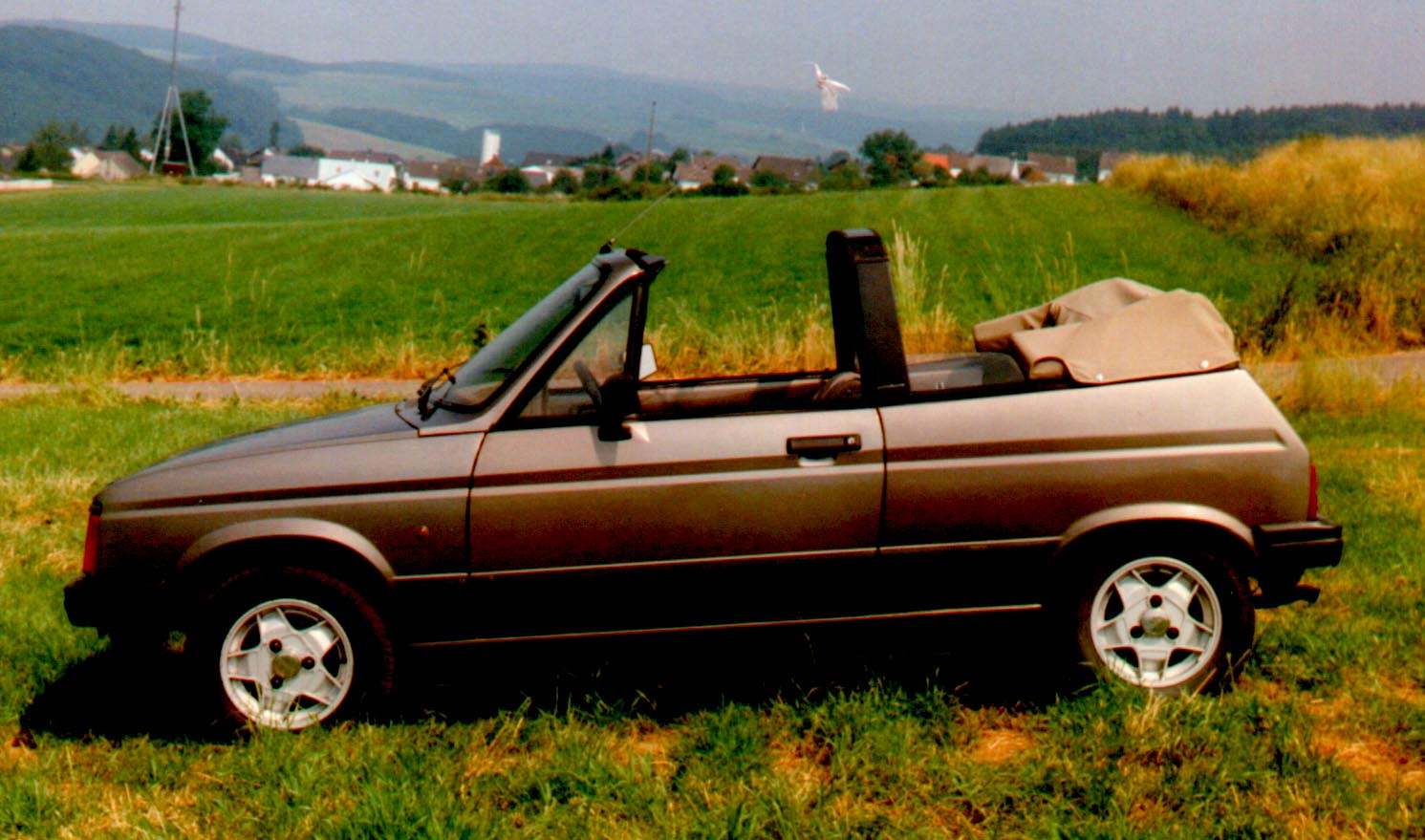
Talbot Samba Cabriolet (1982–1985)

Der Samba war ein zwischen Ende 1981 und Frühjahr 1986 gebauter Kleinwagen der zu PSA Peugeot Citroën gehörenden Marke Talbot. 
PSA hatte 1978 Chrysler Europe übernommen, unter anderem mit den Marken Talbot und Simca. Bei Simca war im April 1978 der Simca 1000 eingestellt worden und das ursprünglich durch den Simca Horizon ersetzte Modell Talbot-Simca 1100 überarbeitet als Einstiegsmodell und Ersatz des Simca 1000 in Produktion gehalten worden.
Da auch dieses Modell technisch überholt war und man zudem die verschiedensten Produktionsanlagen und Kapazitäten zusammenführen wollte, entwickelte man den Samba aus den weitgehend baugleichen Modellen Peugeot 104 und Citroën LN. Mit einer eigenständigen Karosserie und einem längeren Radstand als die anderen Modelle stellte er unter diesen drei Fahrzeugen das teuerste Modell dar. 
Ab Februar 1982 stand der Samba als dreitüriges Schrägheck bei den Händlern. 
Als Besonderheit war er von September 1982 bis Dezember 1985 auch als von Pininfarina gezeichnetes Cabrio im Angebot. Es war zu seiner Zeit das kleinste Cabriolet der Welt. 
Angeboten wurde der Samba mit Motoren in den (in Frankreich geltenden) steuerlichen Einstufungen 5 CV, 6 CV und 7 CV.
Der Motor mit 954 cm³ entwickelte 45 PS, der Motor mit 1124 cm³ leistete 50 PS. Den Motor mit 1360 cm³ gab es in Varianten mit 72 oder 79 PS.
Ursprünglich sollte der Citroën AX als Nachfolger des Samba unter dem Markennamen Talbot gebaut werden, was aber aufgrund der bereits 1984 beschlossenen Einstellung der Marke wieder verworfen wurde.